# Pivovar Rychtář
Pivovar Rychtář je pivovar v Hlinsku. Byl založen v roce 1913 a dlouho byl třetím nejmladším pivovarem na území dnešní České republiky, hned za pivovarem v Nošovicích, který byl založen roku 1970 a v Mostě (1976). Pivovar vaří pivo značky Rychtář a v současnosti je majetkem Číňany vlastněné holdingové společnosti Pivovary Lobkowicz Group.

## Historie
Před založením pivovaru Rychtář bylo v Hlinsku k dostání pouze pivo z mimoměstských pivovarů. To způsobovalo obtíže zvláště v zimních měsících, kdy bylo pivo v sudech často zmrzlé, dorazilo pozdě nebo nedorazilo do hospody vůbec. Toto jsou důvody, které v roce 1913 vedly k založení pivovaru, přičemž myšlenka o založení pivovaru vznikla už někdy kolem roku 1880.
Pivovar v Hlinsku nesl až do roku 1948, kdy byl znárodněn, název Společenský pivovar v Hlinsku. Výstav v období První republiky činil okolo 25 000 hl ročně. Během období totality byl pivovar součástí národního podniku Východočeské pivovary n. p., který byl v roce 1990 přejmenoval na Pivovary Hradec Králové s. p. Po revoluci sázel pivovar spíše na regionální trh, ale pivo se prodávalo i v Harrachově a Brně. Po dvou neúspěšných pokusech o privatizaci podniku jej v roce 1996 získala společnost IMEX Premium spol. s r. o., která začala okamžitě investovat do výroby a odbytu a zajistila tím další fungování pivovaru. V roce 1999 se pivovar při výstavu 82 600 hl dostal na hranici technologických možností výroby a pivovar hospodařil beze ztrát. Roku 2001 došlo k vystavění nové spilky. V následujícím období se pivovaru dařilo a majitelé koupili zrušený pivovar v Dobrušce, kde obnovili výrobu piva.
Mezi lety 2000 a 2010 došlo k rekonstrukcím některých provozů. Za zmínku stojí například rekonstrukce varny z roku 2007 nebo výstavba vlastní úpravny vody v roce 2008.
V září 2008 získala pivovar skupina Pivovary Lobkowicz Group. Od roku 2015 skupinu Pivovary Lobkowicz Group a. s., a tedy i pivovar Rychtář, majoritně ovládala čínská společnost CEFC China.[zdroj?]
Po celou dobu existence sází pivovar na řemeslnou kvalitu svého piva, které vyrábí klasickou metodou bez pasterizace, za použití speciálního mikrofiltru.

## Nabízené druhy piva

### Stálá nabídka
- Rychtář Fojt – světlé výčepní (obsah alkoholu 4,0 %)
- Rychtář Grunt – světlé výčepní 11 (obsah alkoholu 4,6 %)
- Rychtář Premium – světlý ležák (obsah alkoholu 5,0 %)
- Rychtář Natur – nefiltrovaný světlý ležák (obsah alkoholu 4,8 %)
- Rychtář Rataj – světlý ležák (obsah alkoholu 5,0 %)

### Zaniklé druhy piv
- Rychtář Malvaz – tmavý ležák
- Hejtman 12° – polotmavý ležák
- Hlinecký Granát 12° – tmavé pivo z 30. let 20. století
- Rychtář Výroční Speciál 13,9° – polotmavý, pouze v láhvích
- Chateau Lager – světlý ležák, na zakázku Original Czech Beer Chateau Bar v Praze (rok 2003)
- Hlinecké speciální polotmavé pivo 13° – rok 2005
- Rychtář 15°
- Výroční Rychtář 19° – polotmavý ležák k 88. výročí založení pivovaru (2001)
- Königgrätzer Löwe 12° – tmavý a světlý ležák na export do Německa